# Hedblom Glacier
Hedblom Glacier är en glaciär i Antarktis. Den ligger i Östantarktis. Nya Zeeland gör anspråk på området. Hedblom Glacier ligger 140 meter över havet.
Terrängen runt Hedblom Glacier är varierad.  Trakten är obefolkad. Det finns inga samhällen i närheten. 